# 高橋幸造
高橋 幸造（たかはし こうぞう、1982年3月21日 - ）は、日本の元男子バレーボール選手である。

## 来歴
愛媛県松山市出身。松山工業高校を卒業後、近畿大学へ進学。松山工業時はスパイカーとして活躍し、高校選抜にも選ばれたりしたが、近畿大学時に監督の薦めもありセッターへと転向した。大学卒業後にV1リーグのTOYO TIRESに入団し、2期連続でサーブ賞を獲得した。
TOYO TIRESの廃部に伴い、2005年にV・プレミアリーグの豊田合成トレフェルサ（現・ウルフドッグス名古屋）へ移籍。2009年と2010年に2期に渡り全日本代表メンバーに選出された。
2011年5月、黒鷲旗大会終了をもって退団を発表。退団後、地元の愛媛大学大学院で学びながら、近畿クラブスフィーダでプレーした。
2017年に近畿クラブに指導者として復帰。近畿大学附属高等学校と近畿大学のコーチ、そしてV3リーグの近畿クラブの監督と3つのチームを兼任していた。
2022年、2021-22シーズン終了をもって近畿クラブを退団。高校教師として地元の愛媛県の新田高等学校に勤務し、バレーボール部副部長を務めている。2025年には監督に就任した。

## 人物
- ジェイテクトSTINGSの監督を務めた高橋慎治は兄。

## 受賞歴
- 2004年 - V1リーグサーブ賞
- 2005年 - V1リーグサーブ賞

## 所属チーム
- 松山工業高校
- 近畿大学
- TOYO TIRES（2004-2005年）
- 豊田合成トレフェルサ（2005-2011年）
- 近畿クラブスフィーダ（2011-2012年）